# إس تي-100
إس تي-100 هي مركبة مدرعة متعددة المهام، ظهرت لأول مرة خلال فاعليات معرض الصناعات العسكرية والدفاعية EDEX 2018 في القاهرة، ويتم إنتاجها لدى مصنع 200 الحربي بالتعاون مع مجموعة ماراثون الدولية المتحدة للتقنية الدولية IMUT وهي شركة مصرية خاصة، كان يقع مقرها سابقا في جنوب أفريقيا تحت اسم SASKA، وكانت مملوكة لرجل أعمال مصري. وبدأت الشركة في تطوير المدرعة عام 2016، قبل أن تنتقل إلى مصر عام 2018 وتعيد تغيير علامتها التجارية إلى IMUT وتدخل في شراكة مع وزارة الإنتاج الحربي المصرية.

## التصميم
أهم ما يميز المركبة هو تصميمها الفريد المُخصص للتصدي للعبوات الناسفة والألغام والذي يأخذ شكل حرف V من الأسفل، والذي يضعها ضمن فئة المركبات المقاومة للألغام والعبوات الناسفة MRAP، مع الإشارة إلى أنها لا تملك شاسيها تقليديا، بل تمتلك هيكلاً مُوحدا Unibody أو ما يُعرف بـ Monocoque كأنها صدفة أو كبسولة ولكنها مُعززة في القسم السفلي بمواد عالية التحمل للانفجارات، إلى جانب الميزة الهائلة في حال تعرضها لعبوة ناسفة شديدة الانفجار، بحيث ينفصل الجزء الذي يحوي الطاقم عن باقي المدرعة لضمان بقائهم على قيد الحياة، ويمكن تركيبه على بدن آخر دون مشاكل. هذا إلى جانب أن المقاعد الخاصة بالأفراد نفسها مزودة بتقنية امتصاص الصدمات الناتجة عن انفجار العبوات الناسفة والالغام. كما تتميز بإمكانية فك وتركيب واستبدال المحرك دون أية تعقيدات لتسهيل أعمال الصيانة أو الاستبدال في مسرح العمليات.
يبلغ طول المدرعة إلى 6.4 متر، ويصل عرضها إلى 2.6 متر، وارتفاعها 3.8 متر، ووزنها الكلي بدون حمولة 14.5 طن ويصل إلى 18 طن بالحمولة القصوى.

## التسليح
المركبة مزودة بشبكة التمويه الخافضة للبصمتين الرادارية والحرارية إلى جانب امتلاكها منظومة قتال وحماية متكاملة يمكن أن تزود بها بحسب الطلب:
- نظام إعاقة وشوشرة إلكترونية VPJS على مختلف نطاقات الاتصالات والشبكات اللاسلكية لتحييد أنظمة تفجير العبوات الناسفة عن بعد. وهو مُطور بشكل مشترك بين شركة IMUT ووزارة الإنتاج الحربي، بمعاونة من المختصين في مجال التدابير الإلكترونية المضادة من سويسرا.
- منظومة Metravib PILAR V الفرنسية المختصة برصد وتحديد مصادر إطلاق النيران من خلال البصمة الصوتية لتوجيه محطة السلاح الأوتوماتيكية العاملة بالتحكم عن بعد للقضاء على القناصة والعناصر المسلحة أثناء القتال في المدن والمناطق الضيقة.
- منظومة دفاعية نشطة للقتل السهل Soft-Kill Active Protection System تتألف من مستشعرات رصد وتحذير ضد اشعة الليزر والصواريخ المضادة للدروع، مع وسائل التشويش الحراري والكهروبصري وقواذف سواتر الدخان والهباء الجوي Aerosol الذي يحجب قدرة التوجيه الكهرو بصري والحراري والليزري والرادري حيث يحتوي على جزيئات من الفسفور الاحمر المشتعل والألومينيوم المُغطى بالألياف الزجاجية وكذلك بعض جزيئات النحاس الاصفر (يتكون من 30% زنك و70% نحاس).
- يمكن تسليح المركبة برشاش متعدد عيار 7.62×51 مم أو رشاش ثقيل عيار 12.7×99 مم أو قاذف قنابل عيار 40 مم وجميعها يمكن تنصيبها على محطة السلاح العاملة بالتحكم عن بعد، ويتم التحكم في المنظومة الدفاعية ومحطة الرشاش الأوتوماتيكي من خلال نظام إدارة المعارك الرقمي Battle Management System الذي يمكن إضافته للمدرعة، وخاصة النسخ القتالية المتخصصة منها، والتي يمكن ان تتسلح بالصواريخ المضادة للدبابات أو الصواريخ المضادة للطائرات أو مدافع الهاون.
- تحوي المدرعة مجموعة من الكاميرات والمستشعرات الحرارية لدعم السائق ونقل كل ما يدور حولها للشاشات الداخلية للطاقم، لضمان الوعي الادراكي بالموقف المحيط Situational Awareness في منطقة العمليات.

### مستوي الحماية
تتمتع المركبة بمستوى حماية عالي، ويصل مستوى حماية المدرعة ضد الطلقات إلى Stanag-4 في حال توفير تدريع إضافي والذي يتحمل الطلقات عيار 14.5×114 مم، مع إمكانية إضافة مقاعد مضادة للصدمات الانفجارية Anti-Blast Seats، وتوفر المقاعد الحديثة مستويات حماية STANAG 4568 وتفي بمعايير الناتو AEP-55. يتم تركيب المقاعد القابلة للطي على الحائط بنظام متطور لتخفيف مخمد الطاقة، وحزام أمان رباعي النقاط ومسند رأس قابل للتعديل. وأرضية ماصة للصدمات Advanced Impact Mat.

### المناورة
تصل سرعة المدرعة إلى 115 كم / س ومدى يصل إلى 700 كم. المركبة مُزوّدة بمحرك ديزل 6 سلندر ذو سعة 8900 سي سي مع شاحن توربيني طراز Cummins ISL أمريكي الصنع، يولد قوة قدرها 400 حصان على 2100 لفة / د مع ناقل حركة اوتوماتيكي ذو 6 سرعات طراز ZF EcoLife من شركة ZF Friedrichshafen الألمانية.

## الاستخدامات والانواع

### إس تي-100
ظهرت لأول مرة في معرض EDEX العسكري في القاهرة في شهر ديسمبر 2018، وتم تطويرها في جنوب إفريقيا في عام 2016 من قبل شركة SASKA، والتي كانت مملوكة لرجل أعمال مصري. وتم نقل الشركة إلى مصر في عام 2018 وإعادة تغيير علامتها التجارية تحت اسم IMUT بالاشتراك مع الجيش المصري. ظهرت مرة اخري خلال فعاليات معرض IDEX 2019 في دولة الإمارات العربية المتحدة.

#### التفاصيل
حاملة جند مدرعة 4×4، مضادة للكمائن والألغام MRAP وتصميم شكل حرف V والذي يوزع تأثير الانفجارات، ويبغ عدد افراد الطاقم 5 متضمنين السائق والقائد و3 اخرين لنسخة الدورية ويصل العدد إلى 8 لنسخة الهجوم والتدخل. يوجد 10 منافذ إطلاق (مزاغل) على جانبي السيارة وخلفها، ويوجد بها إمكانية إضافة مقاعد مضادة للانفجار وحصيرة ماصة للصدمات. تحتوي أيضا على إطارات ذاتية النفخ وتحوي على مجموعة من الكاميرات والمستشعرات الحرارية لدعم السائق ونقل كل ما يدور حولها للشاشات الداخلية للطاقم، لضمان الوعي الادراكي بالموقف المحيط في منطقة العمليات، وشاشة أمامية وتكييف هواء شديد التحمل، وتعد مركبة متعددة المهام، يمكن تجهيزها - بحسب الحاجة - لتنفيذ نوعيات مختلفة من المهام كالآتي:
- ناقلة جند مُدرعة لهام الهجوم والتدخل Attack & Intervention.
- إسعاف قادرة على نقل 4 أفراد Ambulance.
- استطلاع ومراقبة Reconnaissance.
- قيادة وسيطرة Command & Control.
- وحدة دفاع جوي مُزودة بصواريخ ومدفعية مضادة للطائرات Air Defense Unit.
- مركبة صائدة للدبابات مُزودة صواريخ موجهة مضادة للدروع Tank Hunter.
- راجمة صواريخ Rocket Launcher.
- حاملة هاون Mortar Carrier.
- حاملة صواريخ أرض-أرض دقيقة التوجيه مضادة للدروع والأفراد والتحصينات Precision Attack Missile Carrier.
- مركبة إشارة وحرب إلكترونية Communication & Electronic Warfare.[4]

## تاريخ
يتم تصنيع المدرعة محليا بنسبة تتراوح ما بين 60% إلى 70%.
المدرعة يتم إنتاجها لصالح القوات المسلحة المصرية إلى جانب تسويقها للدول العربية والأفريقية. ونقلاً عن تقارير وسائل إعلام مصرية حصل الجيش المصري على مركبات مدرعة مضادة للكمائن من طراز ST-100، وبحسب ما ورد كشف نائب رئيس المصنع العسكري 200 عن المعلومات في مقابلة على التلفزيون المصري. ومن غير المعروف عدد المركبات التي سيتم تسليمها.
أعلن المهندس حسن عبد المجيد خلال مؤتمر صحفي في احتفال أقيم في وزارة الإنتاج الحربي. وأشار إلى أن الوزارة وافقت على الطلب السعودي، وتستعد للاختبار خلال شهر نوفمبر.
وأضاف أن المملكة العربية السعودية هي الدولة الثانية التي تطلب استيراد العربات المدرعة المصرية الصنع بعد اختبارها في الصحراء الإماراتية في أغسطس الماضي، موضحًا أنه من المتوقع توقيع عقود التصدير النهائية مع الجانب الإماراتي في الفترة المقبلة.
تم تجربته بعض موديلاتها للحرب على الإرهاب في سيناء ونجحت بشكل ملحوظ.

## المشغلون

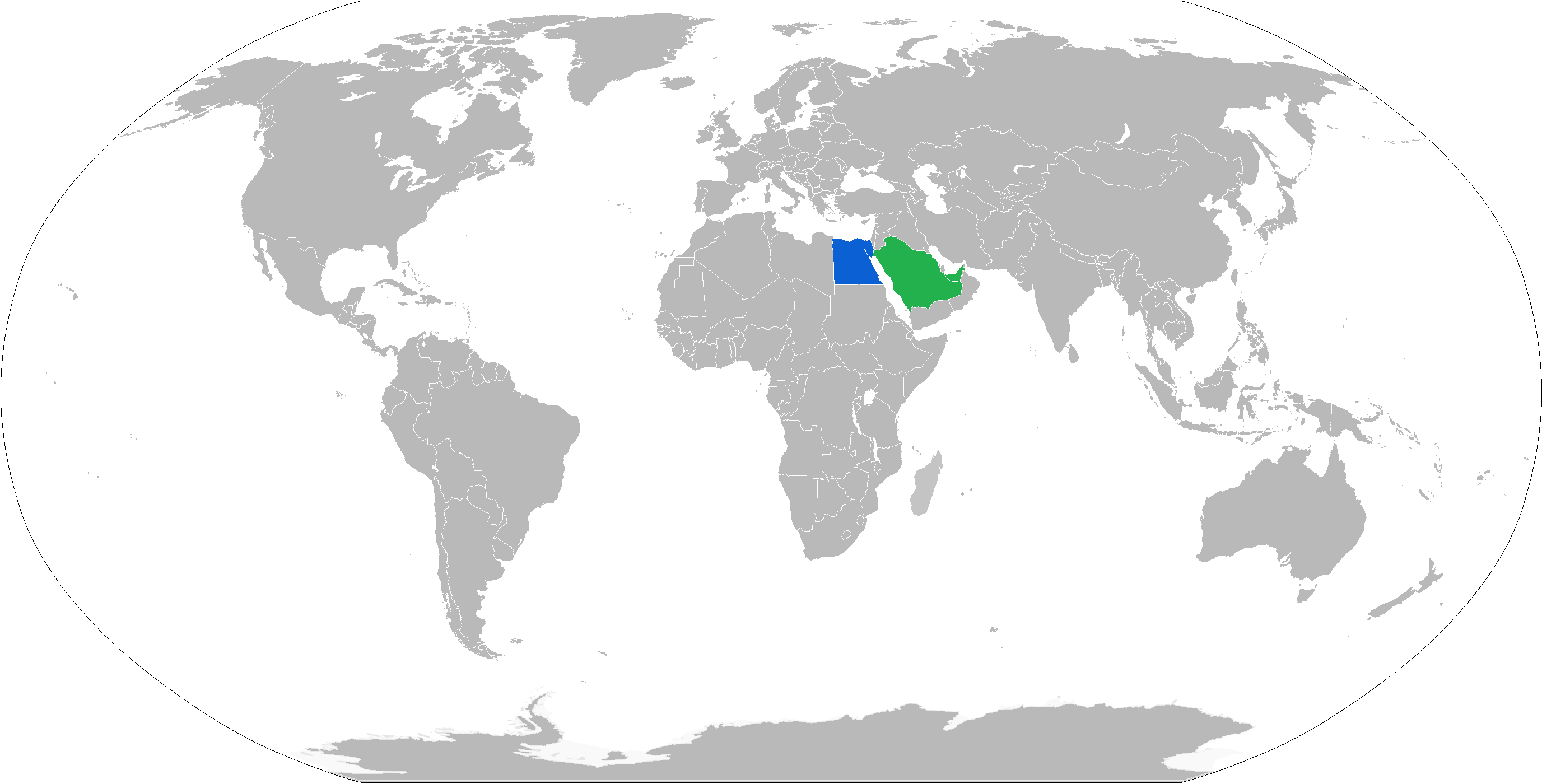
المشغلين الحاليين بالأزرق، المشغلين المستقبليين بالأخضر.

### الحاليون
مصر - ابدى الجيش المصري اهتماما بشكل خاص بمركبات ST-100 وطلب بعض التعديلات عليها قبل شرائها، حيث انها سبق وأن اجتازت اختبارات الحماية التي أجرتها القوات المسلحة المصرية. غير معروف عدد المركبات التي تم تسليمها للجيش المصر وطلب بعض التعديلات عليها قبل شرائها.

### المستقبليون
الإمارات العربية المتحدة - أبرمت دولة الإمارات عقدا لاستيراد 1000 مدرعة، وتلقى مصنع 200 الحربي التابع لوزارة الإنتاج الحربي طلبًا لتنفيذ اختبار عملي  للمدرعة في صحراء أبوظبى، تمهيدًا لتوقيع عقد نهائي لتصديرها إلى الإمارات خلال أغسطس 2019.
 السعودية - تلقت وزارة الإنتاج الحربى طلبًا من وزارة الدفاع السعودية لإجراء اختبار عملى للمدرعة ST-100 وطرازها الأصغر ST-500 في صحراء الرياض، تمهيدًا لاستيرادها.